# Latécoère 290
Latécoère 290 byl jednomotorový plovákový torpédový bombardér vyráběný ve 30. letech 20. století ve Francii.

## Vznik a vývoj
Typ byl u společnosti Latécoère navržen jako reakce na požadavek Aéronavale na plovákový torpédový bombardér na základě jejího úspěšného poštovního letounu Laté 28.3. Jednalo se o konvenční hornoplošník s křídlem vyztuženým vzpěrami. Torpédo Type 1926 DA ráže 400 mm bylo zavěšeno pod trupem.
Prototyp Laté 29.0-01 postavený společností SIDAL v Toulouse-Montaudran byl nejprve testován s kolovým podvozkem a poté s duralovými plováky, s nimiž vzlétal z jezera Leucate. Po úspěšně provedených vojenských zkouškách v St. Rafaël došlo na jaře 1932 k objednávce 20 sériových kusů Laté 290, v červenci 1934 rozšířené o dalších 20 z nichž bylo dokončeno jen 15. Letouny byly do služby zařazeny v roce 1934 a tvořily výzbroj dvou letek. Počátkem roku 1939 byly všechny stroje převedeny k výcviku, ale po vypuknutí druhé světové války se 4 kusy vrátily do aktivní služby k protiponorkovému hlídkování u pobřeží u Escadrille 1S2.

## Varianty
- 290 – Hlavní výrobní varianta s motorem Hispano-Suiza 12Nbr. Vznikly 2 prototypy a 35 sériových strojů.
- 293 – Jeden kus s motorem Gnome-Rhône 14Kers.
- 294 – Jeden kus s motorem Gnome-Rhône 14Kdrs a překonstruovanou přední částí trupu a svislou ocasní plochou.
- 296 – Jeden kus podobný verzi L 294, ale s motorem Hispano-Suiza 12Ydrs.

## Uživatelé
- Francie
  - Aéronavale

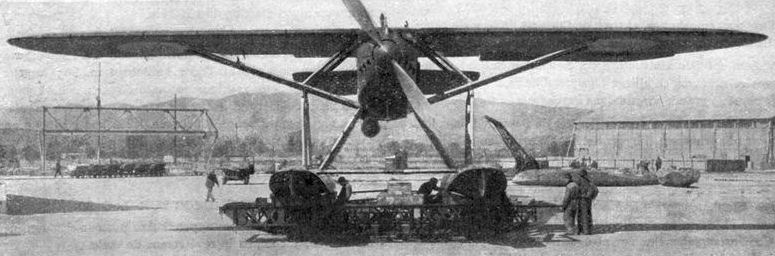
Čelní pohled na prototyp vystavený na pařížském Aerosalonu

    - Escadrille 1S2 (Cherbourg, 1938-1940)
    - Escadrille 1T1 (Cherbourg, 1935)
    - Escadrille 4T1 (Berre, 1934)

## Specifikace (290)

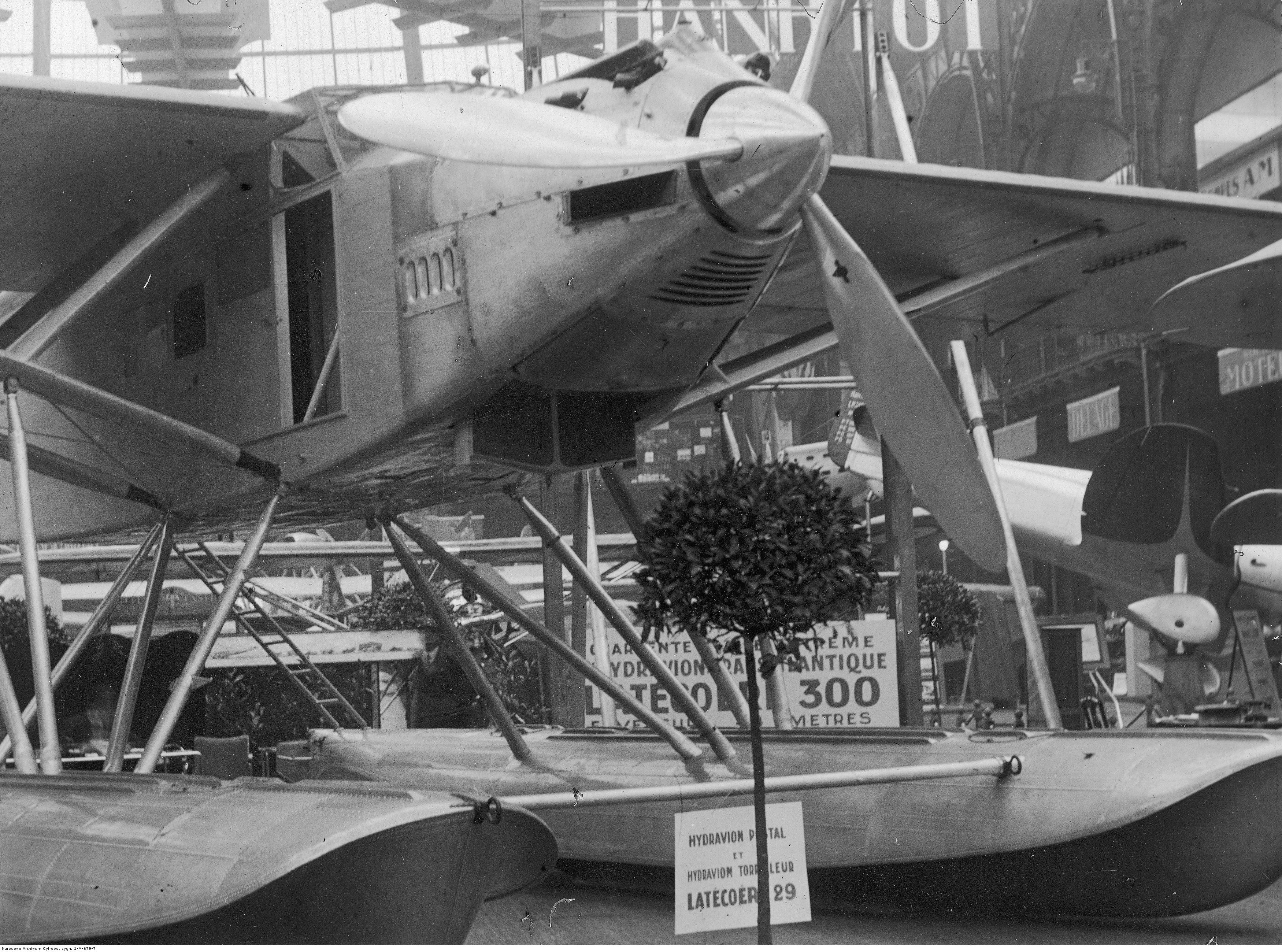
Latécoère 29

Údaje podle

### Technické údaje
- Osádka: 3
- Délka: 14,62 m
- Rozpětí křídla: 19,25 m
- Nosná plocha: 58,20 m²
- Výška: 6,06 m
- Prázdná hmotnost: 2 871 kg
- Vzletová hmotnost: 4 799 kg
- Pohonná jednotka: 1 × kapalinou chlazený dvanáctiválcový vidlicový motor Hispano-Suiza 12Nbr
- Výkon pohonné jednotky: 485 kW (650 k)

### Výkony
- Maximální rychlost: 210 km/h
- Cestovní rychlost:
- Dostup: 4 760 m
- Stoupavost:
- Dolet: 700 km

### Výzbroj
- 1 × pohyblivý kulomet Darne ráže 7,7 mm
- 1 × torpédo